# Contea di Sioux (Iowa)
La contea di Sioux (in inglese Sioux County) è una contea dello Stato dell'Iowa, negli Stati Uniti. La popolazione al censimento del 2000 era di 31 589 abitanti. Il capoluogo di contea è Orange City.